# Hemiscyllium hallstromi
La pintarroja colilarga papú (Hemiscyllium hallstromi) es una especie de elasmobranquio orectolobiforme de la familia Hemiscylliidae.